# Taylor Lautner
Taylor Daniel Lautner là một nam diễn viên người Mỹ, được biết nhiều đến qua vai người sói Jacob Black trong loạt phim Chạng vạng dựng lại từ bộ tiểu thuyết cùng tên của nữ văn sĩ Stephenie Meyer.

## Tuổi thơ
Lautner sinh ra vào ngày 11 tháng hai, 1992 tại Grand Rapids, Michigan Deborah và Daniel Lautner. Mẹ của anh làm việc cho một công ty phát triển phần mềm, trong khi cha anh là một phi công hãng hàng không Midwest. Anh ta có một em gái tên Makena. Lớn lên như một người Công giáo La Mã, Lautner có dòng máu hỗn hợp từ Đức, Pháp và Hà Lan, và đã "xa" tổ tiên người Mỹ bản địa (đặc biệt là Ottawa và thổ dân Potawatomi) thông qua mẹ của mình. Lautner lớn lên ở Hudsonville, Michigan, một vùng ngoại ô của Grand Rapids.
Anh học karate khi lên sáu tuổi. Một năm sau, anh đã tham dự các giải đấu karate quốc gia ở Louisville, Kentucky, nơi anh gặp Michael Chaturantabut, người sáng lập của "extreme martial arts". Chaturantabut mời Lautner đến một hội trại được tổ chức tại Đại học California, Los Angeles. Lautner được Chaturantabut đào tạo trong nhiều năm, đạt được đai đen lúc tám tuổi và chiến thắng nhiều giải vô địch thế giới hạng trung. Anh xuất hiện trong ISKA karate - Một sự kiện truyền hình trên ESPN trong năm 2003, sau này trên kênh hài-thể thao nó thành show Ghế giá rẻ đầu tiên phát sóng vào năm 2006.
Một vài năm, Lautners bay từ Michigan đến Los Angeles để thử giọng khi cơ quan tài năng gọi, và thỉnh thoảng trở về Grand Rapids để tham gia việc học. Lautner cân bằng karate và hoạt động trong đội bóng đá và bóng chày tại trường học của mình, anh cũng là đam mê nhạc jazz và các điệu nhảy hip-hop. Sau nhiều mệt mỏi, Lautner và gia đình quyết định chuyển đến California trong một tháng với mục đích thử xem trước khi chuyển đến Santa Clarita, California ở lâu dài vào năm 2002.

## Điện ảnh

### Phim
| Năm  | Tên                                            | Vai diễn        | Notes                                                                                                |
| ---- | ---------------------------------------------- | --------------- | --- |
| 2001 | Shadow Fury                                    | Young Kismet    | Small role                                                                                           |
| 2005 | The Adventures of Sharkboy and Lavagirl in 3-D | Sharkboy        | Main role, Young Artist Awards nomination.                                                           |
| 2005 | Cheaper by the Dozen 2                         | Elliot Murtaugh | Sequel                                                                                               |
| 2008 | Twilight                                       | Jacob Black     | People's Choice Awards, Scream Awards, MTV Movie Awards, and Teen Choice Awards nominations          |
| 2009 | The Twilight Saga: New Moon                    | Jacob Black     | Kids' Choice Awards and Young Artist Award nominations Giải Mâm xôi vàng nomination for Worst Couple |
| 2010 | Valentine's Day                                | Willy Harrinton | Part of ensemble cast. MTV Movie Awards nomination for Best Kiss                                     |
| 2010 | The Twilight Saga: Eclipse                     | Jacob Black     | Scream Awards, People's Choice, and Teen Choice Awards nomination                                    |
| 2011 | Abduction                                      | Nathan          | Lead role, post-production                                                                           |
| 2011 | The Twilight Saga: Breaking Dawn – Part 1      | Jacob Black     | Two-part film, filming                                                                               |
| 2012 | The Twilight Saga: Breaking Dawn – Part 2      | Jacob Black     | Two-part film, filming                                                                               |

### Truyền hình
| Năm  | Tên                         | Vai diễn                                  | Notes                                 |
| ---- | --------------------------- | ----------------------------------------- | ------------------------------------- |
| 2003 | The Bernie Mac Show         | Aaron                                     | Two episodes                          |
| 2004 | My Wife and Kids            | Tyrone                                    | One episode                           |
| 2004 | Summerland                  | Boy on beach                              | Small appearance                      |
| 2005 | Danny Phantom               | Youngblood                                | Voice; Recurring role; three episodes |
| 2005 | Duck Dodgers                | Reggie Wasserstein Terrible Obnoxious Boy | Voice; two episodes                   |
| 2005 | What's New, Scooby-Doo?     | Dennis Ned                                | Voice; two episodes                   |
| 2006 | Love, Inc.                  | Oliver                                    | TV                                    |
| 2006 | He's a Bully, Charlie Brown | Joe Agate                                 | TV special; voice                     |
| 2008 | My Own Worst Enemy          | Jack Spivey                               | Main role                             |

## Đề cử và giải thưởng
| Năm  | Giải                           | Hạng mục                                                              | Motive                                         | Kết quả   |
| ---- | ------------------------------ | --------------------------------------------------------------------- | ---------------------------------------------- | --------- |
| 2005 | Young Artist Awards            | "Best Performance in a Feature Film - Young Lead Actor"               | The Adventures of Sharkboy and Lavagirl in 3-D | Đề cử     |
| 2009 | Scream Awards                  | "Male Breakout Performance"                                           | Twilight                                       | Đoạt giải |
| 2009 | MTV Movie Awards               | "Best Breakthrough Performance - Male"                                | Twilight                                       | Đề cử     |
| 2009 | Teen Choice Awards             | "Choice Fresh Face - Male"                                            | Himself                                        | Đề cử     |
| 2010 | People's Choice Awards         | "Favorite Breakout Actor"                                             | The Twilight Saga: New Moon                    | Đoạt giải |
| 2010 | Kids Choice Awards             | "Favorite Movie Actor"                                                | The Twilight Saga: New Moon                    | Đoạt giải |
| 2010 | Kids Choice Awards             | "Cutest Couple" (with Kristen Stewart)                                | The Twilight Saga: New Moon                    | Đoạt giải |
| 2010 | Giải Mâm xôi vàng              | Golden Raspberry Award for Worst Screen Couple with Kristen Stewart)  | The Twilight Saga: New Moon                    | Đề cử     |
| 2010 | Young Artist Awards            | "Best Performance in a Feature Film - Young Lead Actor"               | The Twilight Saga: New Moon                    | Đề cử     |
| 2010 | MTV Movie Awards               | Best Kiss (with Taylor Swift)                                         | Valentine's Day                                | Đề cử     |
| 2010 | Teen Choice Awards             | "Male Hottie"                                                         | Himself                                        | Đề cử     |
| 2010 | Teen Choice Awards             | "Red Carpet Fashion Icon - Male"                                      | Himself                                        | Đề cử     |
| 2010 | Teen Choice Awards             | "Choice Smile"                                                        | Himself                                        | Đề cử     |
| 2010 | Teen Choice Awards             | "Choice Movie Actor: Fantasy"                                         | The Twilight Saga: Eclipse                     | Đề cử     |
| 2010 | Teen Choice Awards             | "Choice Movie: Liplock" (with Taylor Swift)                           | Valentine's Day                                | Đề cử     |
| 2010 | Teen Choice Awards             | "Choice Movie: Chemistry" (with Taylor Swift)                         | Valentine's Day                                | Đề cử     |
| 2010 | Scream Awards                  | "Best Fantasy Actor"                                                  | The Twilight Saga: Eclipse                     | Đề cử     |
| 2010 | Australian Kids' Choice Awards | "Fave Kiss" (with Kristen Stewart)                                    | The Twilight Saga: Eclipse                     | Đề cử     |
| 2010 | Australian Kids' Choice Awards | "Hottest Hottie"                                                      | Himself                                        | Đề cử     |
| 2011 | People's Choice Awards         | "Favorite Movie Actor"                                                | The Twilight Saga: Eclipse                     | Đề cử     |
| 2011 | People's Choice Awards         | "Favorite On-screen Team" (with Robert Pattinson and Kristen Stewart) | The Twilight Saga: Eclipse                     | Đề cử     |